# Filippo Galli (chanteur)
Pour les articles homonymes, voir Galli.
Ne doit pas être confondu avec Filippo Galli.
Filippo Galli (Rome, 1783 - Paris, 3 juin 1853) est un chanteur d'opéra italien qui a commencé sa carrière comme ténor en 1801 mais qui est devenu une des plus connues voix de basse du bel canto.

## Débuts
Né à Rome, Galli était un ténor de second plan, se produisant à Naples, Bologne, Parme, et Turin, d'abord dans des œuvres de Nasolini, Generali, et Zingarelli. On raconte qu'à la suite d'une maladie en 1810, sa voix s'est transformée en une voix de basse, mais ce n'est qu'une explication pour présenter sa transition technique vers le répertoire de basse sur les conseils du compositeur Giovanni Paisiello ou du chanteur Luigi Marchesi. Le jeune frère de Galli Vincenzo était aussi un chanteur d'opéra connu pour ses rôles de basse chantante.

## Carrière de basse
Sa nouvelle carrière a débuté en 1812: sa rencontre avec Rossini lui a ouvert le rôle de Tarabotto dans L'inganno felice le 1er août au Teatro San Moisè à Venise. Après sa création de Polidoro dans La vedova stravagante de Pietro Generali, il apparaît dans le nouvel opéra de Rossini, La pietra del paragone, le 26 septembre 1812. Sa prestance dans l'air "Sigillara" a été le point de départ de son immense succès à l'opéra.
Sa collaboration avec Rossini n'a cessé de se développer : le 22 mai 1813, il chante Mustafà lors de la création de L'italiana in Algeri au Teatro San Benedetto à Venise. Rossini a alors composé de nombreux autres airs de basse destinés à Galli. Le 14 août 1814, Filippo Galli se produit dans Il turco in Italia à La Scala; le 31 mai 1817 (toujours à La Scala), dans le rôle très difficile de Fernando dans La gazza ladra. Le rôle-titre dans Maometto II suit le 3 décembre 1820 au Teatro di San Carlo à Naples. Le 3 février 1823, il chante le rôle d'Assur dans Semiramide à La Fenice de Venise.
Galli a aussi créé le rôle d'Enrico (Henry) VIII dans Anna Bolena de Donizetti  au Teatro Carcano à Milan.

## Répertoire
Voici la liste (dans un ordre alphabétique) des rôles de Filippo Galli:
- Adolfo, dans La donna selvaggia de Carlo Coccia
- Adolfo, dans La testa di bronzo o sia La capanna solitaria de Carlo Evasio Soliva
- Assur, dans Semiramide de Gioachino Rossini
- Batone, dans L'inganno felice de Gioachino Rossini
- Conte Asdrubale, dans La pietra del paragone de Gioachino Rossini
- Dandini, dans Agatina ovvero La virtù premiata de Stefano Pavesi
- Dandini, dans La Cenerentola de Gioachino Rossini
- Don Giovanni, dans Don Giovanni de Wolfgang Amadeus Mozart
- Duca d'Ordowo, dans Torvaldo e Dorliska de Gioachino Rossini
- Elpino, dans la cantate de 1822 Il vero omaggio de Gioachino Rossini
- Enrico VIII, dans Anna Bolena de Gaetano Donizetti
- Fernando Villabella, dans La gazza ladra de Gioachino Rossini
- Figaro, dans Le nozze di Figaro de Wolfgang Amadeus Mozart
- Gabriel, dans La dame blanche de François-Adrien Boieldieu
- Geronimo, dans Il matrimonio segreto de Domenico Cimarosa
- Giove, dans Andromeda de Vittorio Trento
- Gondair, dans Gli arabi nelle Gallie de Giovanni Pacini
- Ircano, dans Ricciardo e Zoraide de Gioachino Rossini
- Maometto II, de Gioachino Rossini
- Mercurio, dans Paride de Pietro Casella
- Mustafà, dans L'italiana in Algeri de Gioachino Rossini
- Oroveso, dans Norma de Vincenzo Bellini
- Papageno, dans La Flûte enchantée de Wolfgang Amadeus Mozart
- Podesta di Firenze, dans Isabella ed Enrico de Giovanni Pacini
- Polidoro, dans La vedova stravagante de Pietro Generali
- Richard, dans La famiglia svizzera de Joseph Weigl
- Selim, dans Il turco in Italia de Gioachino Rossini
- Teodoro, dans Il Barone di Dolsheim de Giovanni Pacini